# 5-Methyluridin
5-Methyluridin (též thymin ribosid, ribothymidin a m5u) je pyrimidinový nukleosid. Molekula 5-methyluridinu obsahuje cukr ribózu a methylovanou nukleovou bázi ze skupiny pyrimidinů. Je to nejběžnější methylovaný nukleosid v buňkách.